# 西田文郎
西田 文郎（にしだ ふみお、1949年 - ）は、日本のイメージトレーニング指導者。

## 著作

### 主な著書
- 「NO.1理論」[1] （1997年・現代書林）　ISBN　9784837976028
- 「面白いほど成功するツキの大原則」[2] （2001年・現代書林）　ISBN　9784774503851
- 「人生の目的が見つかる　魔法の杖」[3] （2004年・現代書林）　ISBN　9784774505626
- 「NO.1メンタルトレーニング」[4] （2010年・現代書林）　ISBN　9784774512747
- 「かもの法則」[5]（2009年・現代書林）　ISBN　9784774511986
- 「ツキを超える成功力」[6] （2006年・現代書林）　ISBN　9784774506937
- 「10人の法則」[7]（2008年・現代書林）　ISBN　9784774510514
- 「NO.1営業力」[8]（2012年・現代書林）　ISBN　9784774513591
- 「英断の言葉」[9]（2013年・現代書林）　ISBN　9784774514307
- 「強運の法則」[10]（2007年・日本経営合理化協会）　ISBN　9784891012052
- 「人望の法則」[11]（2013年・日本経営合理化協会） ISBN　9784891013370
- 「社長になる人はなぜゴルフがうまいのか？」（2010年・かんき出版）　ISBN　9784761266905
- 「ツキの大原則」（2001年・現代書林）　ISBN　9784837977582
- 「その気の法則」[12] （2012年・ダイヤモンド社）　ISBN　9784478016107
- 「ウラ目の法則」 （2011年・徳間書店）　ISBN　9784198631758
- 「他喜力」 （2011年・徳間書店）　ISBN　9784198632939
- 「仕方ない理論」（2013年・徳間書店）　ISBN　9784198636104
- 「ツバメの法則」 （2012年・徳間書店）　ISBN　9784198635121
- 「一瞬で人生が変わる恩返しの法則」（2011年・ソフトバンククリエイティブ）　ISBN　9784797359411
- 「ここ一番に成功する運とツキを呼ぶ方法」（2012年・創英社）　ISBN　9784881425572
- 「赤ちゃん脳」（2012年・ワニブックス）　ISBN　9784847091261
- 「NO.2理論」[13]（2012年・現代書林）　ISBN　9784774513805
- 「ツキを呼び込む究極の成功思考」 （2008年・インデックス・コミュニケーションズ）　ISBN　9784757305182
- 「ツキの最強法則」[14] （2008年・ダイヤモンド社）　ISBN　9784478004326
- 「予感力」 （2008年・イースト・プレス）　ISBN　9784781600659
- 「5％の成功者の「頭の中」」（2009年・三笠書房）　ISBN　9784837978145
- 「8つの実話が教えてくれた「最幸の法則」」[15] （2009年・ダイヤモンド社）　ISBN　9784478009918
- 「7つの本気」[16]（2011年・ 現代書林）　ISBN　9784774513300
- 「1分間成功思考」（2011年・ PHP研究所）　ISBN　9784569676784
- 「NO.1理論　お金儲け篇」 （2011年・三笠書房）　ISBN　9784837979418
- 「エジソン脳をつくる「脳活」読書術」 （2010年・エンターブレイン）　ISBN　9784047268319
- 「3つの約束」（2010年・イースト・プレス）　ISBN　9784781604848
- 「どん底はツキの始まり」 （2015年・角川書店）　ISBN　 9784048850766
- 「ツキと幸運がやってくる31日の習慣」 （2008年・インデックス・コミュニケーションズ ）　ISBN　9784757305588